# Šipačno
Šipačno (cyr. Шипачно) – wieś w Bośni i Hercegowinie, w Republice Serbskiej, w gminie Nevesinje. W 2013 roku liczyła 44 mieszkańców.